# Ben Preisner
Ben Preisner, född 22 mars 1996, är en friidrottare från Kanada. Han deltog vid olympiska sommarspelen 2020.